# Politička struktura
Pojam političke strukture označuje strukturne, formalne i institucionalne dimenzije politike. U hrvatskom nazivlju su državna organizacija odnosno institucijski poredak politički sustavi. Vidi društveno-političko uređenje.
U američkoj literaturi za ovaj pojam postoji riječ polity. Potječe iz američke političke znanosti, gdje se različiti aspekti politike dijele u tri pojma, Polity-Politics-Policy. Nasuprot procedurnim (Politics) i sadržajnim (Policy) protežnostima, pojmom Polity označuje se formalna protežnost (primjerice zakonski tekstovi, ustavna načela, ustanove). U hrvatskom nazivlju se to često označuje samo pojmom politike.